# Corcelles-Ferrières
Corcelles-Ferrières – miejscowość i gmina we Francji, w regionie Burgundia-Franche-Comté, w departamencie Doubs.
Według danych na rok 1990 gminę zamieszkiwało 156 osób, a gęstość zaludnienia wynosiła 69 osób/km² (wśród 1786 gmin Franche-Comté Corcelles-Ferrières plasuje się na 588. miejscu pod względem liczby ludności, natomiast pod względem powierzchni na miejscu 1009.).